# Morti nel 1944/Senza giorno specificato
| Questa pagina contiene informazioni ricavate automaticamente dalle voci biografiche con l'ausilio del template Bio e di un bot. L'aggiornamento è periodico e automatico e ricostruisce completamente la pagina. Se manca una persona in questa lista, sei pregato di non aggiungerla, ma accertati piuttosto che la sua voce biografica contenga il template Bio e che i dati anagrafici siano correttamente compilati. Se il template Bio manca, inseriscilo tu stesso o, in alternativa, metti l'avviso {{tmp\|Bio}} che ne segnala la mancanza. Se i dati riportati sono sbagliati, correggi direttamente la voce biografica; le modifiche saranno visibili in questa lista entro pochi giorni. Per chiarimenti vedi il progetto biografie. La lista contiene solo le 109 persone che sono citate nell'enciclopedia e per le quali è stato implementato correttamente il template Bio. Pagina aggiornata al 2 ago 2025. |

- Charles Achard, medico francese (n. 1860)
- Stanislao Amato, avvocato e politico italiano (n. 1879)
- Imre Ámos, pittore ungherese (n. 1907)
- Alberto Balloco, ingegnere italiano (n. 1878)
- Wladimir Baranoff-Rossine, pittore ucraino (n. 1888)
- Galileo Beghi, politico italiano (n. 1874)
- Giustiniano Bellavitis, militare e calciatore italiano (n. 1888)
- Hersz Berliński, attivista polacco (n. 1908)
- Menachem Birnbaum, illustratore e artista austriaco (n. 1893)
- Georges Blind, partigiano francese (n. 1904)
- Eugène Bloch, fisico e docente francese (n. 1878)
- Enrico Bocci, avvocato, partigiano e antifascista italiano (n. 1896)
- Mario Boeddu, partigiano e operaio italiano (n. 1925)
- Endre Boros, calciatore ungherese (n. 1901)
- Charles Vernon Boys, fisico britannico (n. 1855)
- Sándor Büchler, rabbino e educatore ungherese (n. 1869)
- Arturo Capone, presbitero e storiografo italiano (n. 1868)
- Cesáreo Castro, generale e politico messicano (n. 1856)
- Fermín Zanón Cervera, zoologo spagnolo (n. 1875)
- Kadmi Cohen, scrittore polacco (n. 1892)
- Placido Cortese, religioso e presbitero italiano (n. 1907)
- Georges Crozier, calciatore francese (n. 1882)
- Édouard Crémieux, pittore francese (n. 1856)
- Abram Cytryn, scrittore e poeta polacco (n. 1927)
- Henry Davray, critico letterario e traduttore francese (n. 1873)
- Felice De Chaurand, generale e agente segreto italiano (n. 1857)
- Gustavo De Marco, comico e attore teatrale italiano (n. 1883)
- Friedrich Dollmann, generale tedesco (n. 1882)
- Fratelli Durante, partigiano italiano (n. 1918)
- Eugène Antoine Durenne, pittore francese (n. 1860)
- Seth Egbert, attore e sceneggiatore inglese (n. 1878)
- Alberto Errera, militare greco (n. 1913)
- Antonio Farina, poeta italiano (n. 1865)
- István Farkas, pittore e editore ungherese (n. 1887)
- William Fife, progettista scozzese (n. 1857)
- Karel Fleischmann, medico ceco (n. 1897)
- Hermann Flick, calciatore tedesco (n. 1905)
- Anna Foà, entomologa italiana (n. 1876)
- Carlo Fracchia, calciatore italiano (n. 1900)
- Luigi Frausin, politico e partigiano italiano (n. 1898)
- Lazar Fundo, scrittore e giornalista albanese (n. 1899)
- Filippo Gabbi, pittore italiano (n. 1891)
- Riccardo Galli, pittore, illustratore e incisore italiano (n. 1869)
- Stevan Galogaža, scrittore e giornalista serbo (n. 1893)
- Vincenzo Gigante, antifascista e partigiano italiano (n. 1901)
- Zuzanna Ginczanka, poetessa polacca (n. 1917)
- Móric Haár, calciatore ungherese (n. 1901)
- Pál Hermann, violoncellista e compositore ungherese (n. 1902)
- Fanny Hjelm, pittrice svedese (n. 1858)
- Karol Hochberg, funzionario ungherese (n. 1911)
- Heinz Hollert, ufficiale tedesco (n. 1912)
- Havelock Hudson, militare britannico (n. 1862)
- Luigi Ianni, presbitero italiano (n. 1917)
- Kenneth Jewett, pugile statunitense (n. 1880)
- Aurelia Josz, educatrice e scrittrice italiana (n. 1869)
- Malik Umar Hayat Khan, generale indiano (n. 1875)
- Peter Kien, artista e poeta cecoslovacco (n. 1919)
- Salo Landau, scacchista olandese (n. 1903)
- Adolfo Laurenti, scultore italiano (n. 1858)
- Jenő Ligeti, calciatore ungherese (n. 1905)
- Per Lindberg, regista svedese (n. 1890)
- Luo Guangyu, artista marziale cinese (n. 1888)
- Robert Lynen, attore e partigiano francese (n. 1920)
- Alessandro Malladra, vulcanologo italiano (n. 1865)
- Sally Mayer, medico tedesco (n. 1889)
- Raniero Mengarelli, archeologo italiano (n. 1865)
- Giuseppe Micali, pittore italiano (n. 1860)
- Josef Miner, pugile tedesco (n. 1914)
- Lalla Miranda, soprano australiano (n. 1874)
- William Collier, attore e commediografo statunitense (n. 1866)
- Jørgen Møller, scacchista e compositore di scacchi danese (n. 1873)
- Shigeki Okabayashi, astronomo giapponese (n. 1913)
- Leone Maurizio Padoa, chimico italiano (n. 1881)
- Francis Beeding, scrittore britannico (n. 1885)
- Aņisims Pavlovs, calciatore lettone (n. 1912)
- Johan Pitka, ammiraglio estone (n. 1872)
- Georges van der Poele, cavaliere belga (n. 1868)
- Albert Polge, calciatore francese (n. 1909)
- Michel Pontremoli, funzionario e partigiano francese (n. 1908)
- Mario Provaglio, calciatore italiano (n. 1915)
- Jean Prévost, scrittore francese (n. 1901)
- Gian Silvestro Pulejo, politico italiano (n. 1860)
- Harry Fielding Reid, geologo statunitense (n. 1859)
- Léon Reinach, compositore francese (n. 1893)
- James Rhody, calciatore statunitense (n. 1896)
- Louis Riboulet, pedagogo francese (n. 1871)
- Narciso Riet, predicatore italiano (n. 1908)
- Michele Robecchi, partigiano italiano (n. 1904)
- Eugen Robert, impresario teatrale e regista tedesco (n. 1877)
- Egisto Rubini, antifascista e partigiano italiano (n. 1906)
- Mario Rufini, militare e partigiano italiano (n. 1919)
- Billy Saward, maratoneta britannico (n. 1868)
- Ferdinand Schirren, pittore e scultore belga (n. 1872)
- Max Schloessinger, filologo, teologo e rabbino tedesco (n. 1877)
- Werner Scholl, militare tedesco (n. 1922)
- Leïla Sfez, cantante e compositrice tunisina (n. 1874)
- Eric Stephenson, calciatore inglese (n. 1914)
- Arnaldo Tagliacozzo, calciatore italiano (n. 1901)
- Luigi Maurizio Tedeschi, arpista e compositore italiano (n. 1867)
- Charles Haskins Townsend, zoologo statunitense (n. 1859)
- Maurice Tranchant de Lunel, architetto e scrittore francese (n. 1869)
- Tokutarō Ukon, calciatore giapponese (n. 1913)
- Raffaele Ursini, pittore italiano (n. 1851)
- Alessandro Viglio, storico italiano (n. 1881)
- Michiyuki Yamada, ammiraglio giapponese (n. 1893)
- Eugenio Zampighi, pittore e fotografo italiano (n. 1859)
- Miron Zlatin, attivista francese (n. 1904)
- Antoine de Saint-Exupéry, scrittore e militare francese (n. 1900)
- Şehzade Ahmed Nureddin, principe ottomano (n. 1901)